# Liza 'N' Eliaz
Liza 'N' Eliaz, de son vrai nom Liza Néliaz, née le 26 février 1958 à Ostende, morte le 19 février 2001, est une productrice et disc jockey de techno hardcore belge. De son vivant, elle était surnommée la « Reine du Hardcore » (Queen of Hardcore).

## Biographie
Lize 'N'Eliaz est née le 26 février 1958, assignée en tant qu'homme, à Ostende, communauté flamande, en Belgique, dans une famille de musiciens. Elle commence par des études de musique classique, et joue du piano à quatre mains avec son grand-père qui était chef de l'orchestre municipal de sa ville. Cette formation musicale de haut niveau lui a donné le vocabulaire et la compréhension de l'art de la musique, et en est né une expression hors normes et futuriste. Du piano, elle passe au clavier en rejoignant des groupes de rock et de new wave belges.
La carrière musicale de Liza 'N' Eliaz commence dans les années 1980 lorsqu'elle devient membre de groupes belges comme Tueurs de la Lune de Miel, Krise Kardiak, ou Divorce, avec lesquels elle part souvent en tournée. En 1985, lors d’un concert de Krise Kardiak, elle fait la rencontre de sa future compagne, Yvette, qui deviendra sa « compagne, muse et manageuse » Sous le charme, Liza décide de s'installer dans le Finistère, en France, et de réinventer sa carrière musicale.
Ainsi nait le projet Liza 'N' Eliaz. Son nom de scène s'inspire de « Liza », le surnom donné aux personnes trans en Flandres, et Néliaz est le nom de famille d’Yvette. Bien plus tard, lors d'une rave au club Roxy d'Amsterdam, aux Pays-Bas, elle découvre l'acid house, la new beat et également la scène émergente de la techno hardcore à laquelle elle s'intéresse dès le début des années 1990. Entretemps, elle est repérée par Patrick Rognant de Radio FG qui l'invite régulièrement sur son émission. Elle joue et devient DJ dans les raves et participe à la naissance de la techno hardcore. Elle est l'une des premières DJ à jouer à trois, voire quatre, platines avec une technicité qui forçait l'admiration de ses pairs. « On a encore le souvenir de Liza, nous expliquant que jouer avec quatre platines, c’était cool, car avec quatre disques à 120 BPM, légèrement décalés, on arrivait à 480 BPM », explique Matthieu Guerre-Berthelot, cofondateur d’Astropolis.
Elle est sélectionnée pour participer au festival du Printemps de Bourges. En tant que compositrice, elle collabore avec des artistes de la scène techno hardcore comme Laurent Hô (sur des morceaux comme Ctrl 3 et Operation), Darkraver, The Dreamteam, Manu le Malin,. En 1995, elle effectue un mixset aux côtés de Laurent Hô au festival Astropolis. En 1997, elle fonde son label indépendant, Provision Records, qui ne compte que six EP. Elle auto-produit deux vinyles (Voyager Loops, référence provo 000.004, et Voyager Loops 2, référence provo 000.006). Elle ouvre son label aux artistes français Christ of Noise et David Lagon (références 000.001, .002, .003 et .005).
En 2001, Liza meurt prématurément d'un cancer du poumon à l'âge de 43 ans.

## Postérité
Depuis sa mort, Liza N'Eliaz reste l'une des DJ les plus charismatiques de la scène techno hardcore et une source d'inspiration pour plusieurs de ses contemporains. En 2014, Micropoint, Torgull et Armaguet Nad, rendent hommage à Liza 'N' Eliaz lors d'un mixset à l'Astropolis, placé sous le thème Tribute to Liza 'N' Eliaz,.

## Discographie

### Albums
- 1993 : Jet Propulsion Mix
- 1995 : At the Bunker, Berlin
- 1996 : Live At Neuro Act 2 (avec DJ Kristian ; West Records) (album live)

### Singles et EP
- 1991 : Initial Gain (Atom Records)
- 1992 : The Wane In Spain (Atom Communications)
- 1994 : Killerbees on Acid (Loop Records)
- 1994 : Quantized Particles (avec Loren.X.) (Subliminal Records)
- 1995 : Energy Boost (avec DJ Dano) (Mokum Records)
- 1995 : Untitled (avec LKJ Sisters) (RPG-7)
- 1996 : CTRL3 + Operation (avec Laurent Ho) ( pth007)
- 1996 : Pawlow (avec DJ Dano) (Mokum Records)
- 1998 : Voyager Loops (Provision Records)
- 2000 : Voyager Loops 2 (Provision Records)
- 2015 :  Untitled (avec Laurent Hô) (Slaves of Devil Our Master)